# Джанкой-Ортель
Джанко́й-Орте́ль (укр. Джанкой-Ортель, крымскотат. Canköy Orta Eli, Джанкой Орта Эли) — исчезнувшее село в Ленинском районе Республики Крым, располагавшееся на юго-востоке района и Керченского полуострова, в одной из впадающих в Тобечикское озеро балок, примерно в 3 км к северо-западу от современного села Огоньки.

## История
Впервые в доступных источниках селение встречается на карте 1836 года, на которой в деревне 5 дворов, а на карте 1842 года Джанкой-ортель обозначен условным знаком «малая деревня», то есть, менее 5 дворов.
В 1860-х годах, после земской реформы Александра II, поселение приписали к Сарайминской волости. Согласно «Списку населённых мест Таврической губернии по сведениям 1864 года», составленному по результатам VIII ревизии 1864 года, Джанкой-Ортель — владельческий хутор с 2 дворами и 10 жителями при колодцах. На трёхверстовой карте Шуберта 1865—1876 года в деревне Джанкой-Ортель обозначено 9 дворов. По «Памятной книге Таврической губернии 1889 года», по результатам Х ревизии 1887 года, в деревне Джанкой-Ортель числилось 5 дворов и 28 жителей. По «…Памятной книжке Таврической губернии на 1902 год» на хуторе Джанкой-Ортель, входившем в Сарайминское сельское общество, числилось 24 жителя, домохозяйств не имеющих. По Статистическому справочнику Таврической губернии. Ч.II-я. Статистический очерк, выпуск пятый Феодосийский уезд, 1915 год, на хуторе Джанкой-Ортель Сарайминской волости Феодосийского уезда числилось 5 дворов с русским населением в количестве 34 человек только «посторонних» жителей, из которых 15 мужчин и 19 женщин. При хуторе числилось 130 десятин удобной земли. В хозяйствах имелось 15 лошадей и 5 коров. На километровой карте Генштаба Красной армии 1941 года на месте села обозначены безымянные развалины.

### Динамика численности населения
- 1864 год — 10 чел.[7]
- 1889 год — 28 чел.[9]
- 1902 год — 24 чел.[10]
- 1915 год — 0/34 чел.[11][13]